# Jabłuniwka (rejon derażniański)
Jabłuniwka (Яблунівка, pol.  Jabłonówka) – wieś na Ukrainie, w obwodzie chmielnickim, w rejonie derażniańskim.

## Dwór
Parterowy dwór wybudowany przez Macewiczów, kryty dachem czterospadowym, od frontu portyk z czterema kolumnami podtrzymującymi  trójkątny fronton. Zniszczony w 1917 r.